# A'arab Zaraq - Lucid Dreaming
A'arab Zaraq - Lucid Dreaming es el sexto álbum de la banda sueca Therion. Producido para el décimo aniversario de la agrupación, en este álbum realizan algunas versiones a reconocidas bandas de los 80. Además de contener la banda sonora de la película The Golden Embrace, producida por Jan-Peter Genkel, Peter Tägtgren, Gottfried Koch y Therion.

## Lista de canciones
1. "In Remembrance"
2. "Black Fairy"
3. "Fly to the Rainbow" (Cover de Scorpions)
4. "Children of the Damned" (Cover de Iron Maiden)
5. "Under Jolly Roger" (Cover de Running Wild)
6. "Symphony of the Dead"
7. "Here Comes the Tears" (Cover de Judas Priest)

Therion realizó sus propias versiones de "The Golden Embrace":
1. "Enter Transcendental Sleep"
2. "The Quiet Desert"
3. "Down the Qliphothic Tunnel"
4. "Up to Netzach / Floating Back"

Soundtrack Original de "The Golden Embrace":
1. "The Fall Into Eclipse"
2. "Enter Transcendental Sleep"
3. "The Gates to A'arab Zaraq Are Open"
4. "The Quiet Desert"
5. "Down the Qliphothic Tunnel"
6. "Up to Netzach"
7. "Floating Back"

## Integrantes
- Christofer Johnsson Guitarra, Bajo, Teclados.
- Piotr Wawrzeniuk Batería, Vocales.
- Jonas Mellberg Guitarra, Teclados ("In Remembrance").
- Lars Rosenberg Bajo.

## Colaboraciones especiales
- Dan Swanö Vocales en ("In Remembrance", "Black Fairy").
- Tobbe Sidegard Vocales en ("Under Jolly Roger").
- Peter Tägtgren Guitarras en ("Under Jolly Roger").
- Gottfried Koch Guitarra acústica en ("Here Comes the Tears", "Up to Netzach").

## Otros colaboradores
- Bettina Stumm Soprano
- Raphaela Mayhaus Soprano
- Marie-Therese Kubel Alto
- Ergin Onat Tenor
- Klaus Bulow Bajo
- Joachim Gebhardt Bajo